# آنتونوفکا (شهرستان بیژبولیاکسکی، باشقیرستان)
آنتونوفکا (انگلیسی: Antonovka, Bizhbulyaksky District, Republic of Bashkortostan) یک شهرک در شهرستان بیژبولیاکسکی باشقیرستان کشور روسیه است.